# Manuel Larrotcha Parada
Manuel Larrotcha Parada (Jaén, 1956) es un diplomático y abogado español. Ha sido Embajador de España en Kazajistán (2012-2015) y en Rumanía (2018-2022).

## Biografía
Se licenció en Derecho y seguidamente ingresó en la carrera diplomática (1983).
Sus primeros destinos como diplomático fueron en las embajadas de España en Irak, Irlanda, Estados Unidos, Noruega y Turquía.
En 2012 fue nombrado Embajador de España en Kazajistán, Kirguistán y Tayikistán. Posteriormente pasó a desempeñar el cargo de Embajador en Misión Especial para Asia Central.
En 2018, por decisión del Consejo de Ministros fue nombrado como Embajador del Reino de España en Rumanía. El 31 de octubre le hizo entrega de las cartas credenciales al Ministro de Asuntos Exteriores de Rumanía, Teodor Meleșcanu.